# David (football)
Pour les articles homonymes, voir David.
David Dinis Magalhães  est un footballeur angolais né le 24 février 1988 à Luanda. Il évolue au poste de milieu de terrain avec Sagrada esperança.

## Carrière
- 2008-2011: Atlético Petróleos Luanda ( Angola)
- 2012-201. : Sagrada esperança ( Angola)

## Palmarès
- Championnat d'Angola : 2008, 2009
- Supercoupe d'Angola : 2009, 2010